# Weyler (Tranvía de Tenerife)
Weyler es una parada de la línea 1 del Tranvía de Tenerife. Está situada en la Avda. Angel Guimerá, adyacente a la Plaza Weyler de la cual toma su nombre. Se inauguró el 2 de junio de 2007, junto con todas las de la línea 1.

## Accesos
- Avda. Angel Guimerá, impares
- Plaza Weyler

## Líneas y conexiones

### Tranvía
| Línea | Origen         | Destino  |
| ----- | -------------- | -------- |
|       | Intercambiador | Trinidad |

## Lugares próximos de interés
- Plaza Weyler
- Palacio de la Capitanía General de Canarias
- Calle del Castillo y Rambla de Pulido
- Avenida Veinticinco de Julio y Plaza de los patos
- Comisaría de la Policía Nacional (calle Robayna)
- Ayuntamiento de Santa Cruz de Tenerife
- Parque García Sanabria
- Centro de Salud Dr. Guigou (antiguo Hospitalito de niños)

- Datos: Q6167034
- Multimedia: Weyler (Tranvía de Tenerife) / Q6167034